# Będkowice (województwo dolnośląskie)

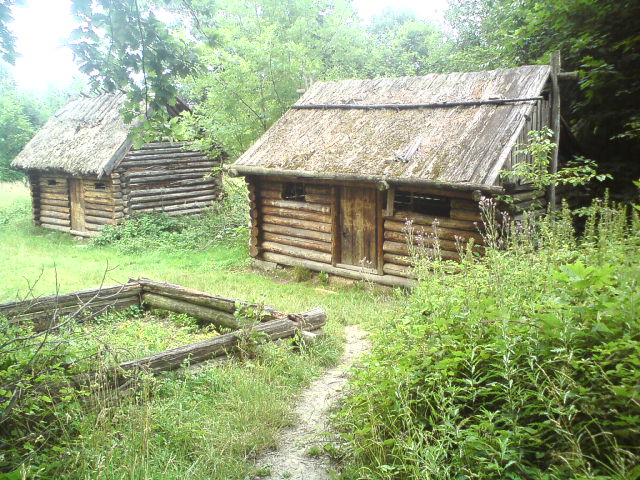
Chaty w rezerwacie archeologicznym

Będkowice (niem. Bankwitz) – wieś w Polsce, położona w województwie dolnośląskim, w powiecie wrocławskim, w gminie Sobótka.
W latach 1975–1998 miejscowość należała administracyjnie do województwa wrocławskiego.

## Nazwa
Polską nazwę Bienkowiec oraz zgermanizowaną Bankwitz wymienia w 1896 r. śląski pisarz Konstanty Damrot w książce o nazewnictwie miejscowym na Śląsku. Damrot w swojej książce wymienia również wcześniejszą staropolską nazwę Bandcowicz pod rokiem 1205.
W 1937 r. nadano miejscowości nazwę Burghübel.

## Historia
Miejscowość wzmiankowana po raz pierwszy w 1209 r. jako wieś książęca.

## Zabytki
Do wojewódzkiego rejestru zabytków wpisane są:
- zespół dworski i folwarczny, z XVI w., XVIII w., XIX w.:
  - dwór w Będkowicach z 1546 r. z renesansowym portalem i obramowaniami okiennic, otoczony fosą, w centrum wsi
  - park, zdziczały, wokół dworu
  - folwark:
    - spichlerz
    - dwie stodoły
    - obora
    - most

inne zabytki:
- kościół
- rezerwat archeologiczny ze śladami grodziska słowiańskiego z IX–XI wieku[7], zrekonstruowanymi dwoma chatami i cmentarzyskiem kurhanowym. Grodzisko zostało wzniesione przez Ślężan[7] na planie owalu o wymiarach 65 × 75 m i otoczone wałem. Brama wjazdowa znajdowała się od wschodu[8].